# کشتی نظامی مولهاوزن
کشتی نظامی مولهاوزن (به انگلیسی: German naval ship Mühlhausen) یک کشتی است که طول آن ۶۳٫۱۶ متر (۲۰۷ فوت ۳ اینچ) می‌باشد. این کشتی  در سال ۱۹۶۶ ساخته شد.